# 小林杖吉
小林 杖吉（こばやし じょうきち、明治4年12月7日（西暦1872年1月16日） - 昭和32年（1957年）3月4日）は20世紀前半に活動した日本の教育者、編集者、郷土史家。
号は丹城（たんじょう）、編集者時代に使用していた別名義に小林 稲葉（こばやし とうよう）がある。鳥取県出身。

## 生涯
明治4年12月7日（西暦1872年1月16日）、鳥取市に生まれる。1902年（明治35年）に早稲田大学を卒業し大阪医学校（大阪大学医学部の前身）教授となるが、医学を専攻していた訳ではなく地理・英語・数学など教養課程を受け持っていた。
大阪医学校を退職した後、出版社に編集者として勤務。兵庫県川辺郡伊丹町（現在の伊丹市）に居を構え、私塾「三余学寮」を開校する。1912年（明治45年）6月、三余学寮に併設して蔵書4万冊を誇る私立伊丹図書館を開館した。1936年（昭和11年）の『伊丹町勢要覧』によれば同館は兵庫県下で神戸市立図書館に次ぐ第2位の規模を誇ったが、1943年（昭和18年）に休館する。同館の蔵書は市に寄贈され、戦中戦後の中断期を経て1951年（昭和26年）に初代の市立図書館となる伊丹市図書館が伊丹字相生町（現在の行基町）に開館した。また、1936年には『郷土研究伊丹公論』を発刊し、伊丹町が稲野村と合併して市制を施行した1940年（昭和15年）11月10日までに合計19号が発行されている。『郷土研究伊丹公論』休刊後も郷土史家として活動し、特に江戸時代中期の俳人・上島鬼貫の研究で成果がある。
1957年（昭和32年）3月4日死去。享年86（満85歳没）。2012年（平成24年）7月に千僧の2代目本館（防災センターに転用）から移転開館した現在の伊丹市立図書館（ことば蔵）は、小林杖吉が三余学寮および私立伊丹図書館を開設していた場所にほど近い伊丹市宮ノ前の旧剣菱酒造跡に立地している。同館では、2013年（平成25年）に開館1周年記念事業として『伊丹公論』を復刊（『郷土研究伊丹公論』の号数を継承）した。

## 著作
- 新編国文 中等教育（又間精華堂、1900年）
- 美文英華（又間精華堂、1900年）
- 数寄屋構造法 全5巻（精華堂、1902年）
- 記事論説言文一致用文（田中宋栄堂、1902年） - 小林稲葉名義
- 新編日本俗語文典（田中宋栄堂、1902年） - 小林稲葉名義
- 学生実用英和新辞典（田中宋栄堂、1903年）
- 日英新会話（田中宋栄堂、1905年） - ジョージ・バントと共著
- 新編書簡文（修文館、1906年） - 小林稲葉名義
- 外国地理表解 言文一致（田中宋栄堂、1907年）
- 女子日本地理参考書（田中宋栄堂、1907年）
- 女子外国地理参考書 上・下（田中宋栄堂、1907年）
- 女子消息文の志をり（田中宋栄堂、1907年）
- 地名人名書名新辞典（精華堂書店、1907年）
- 勤倹詔勅俗解（田中宋栄堂、1909年）
- 模範紀行文（金華堂/青年文庫、1915年）
- 新思想読本（田中宋栄堂、1922年） - 田中祐吉と共著
- 最新科学 健康と不老（大阪屋、1927年）
- 俳聖鬼貫の終焉と其の墓（伊丹図書館、1933年） - 小林丹城名義
- 対米英宣戦大詔謹解（田中誠光堂、1942年）